# Retícula
La retícula es un elemento de composición que tiene toda publicación, es una regla invisible para el espectador, pero visible para quien diseña. Es una base sobre la que se puede trabajar y donde aplicar los elementos que componen la publicación: columnas, páginas, etc.

Reticula aplicada a un diseño

También la conocemos como maqueta: es un instrumento de composición para el diseño de libros, periódicos, revistas... para todo lo que forma parte de los medios gráficos impresos. Es una estructura invisible.

Retícula aplicada a un dibujo

Una retícula bien organizada debe tener un modo armónico con el formato y la orientación del papel. Por lo tanto, en la retícula es muy importante la división geométrica de un área, dividida en columnas, espacios, márgenes, etc. Tiene que estar dividida con precisión. Debe definir la posición de todos los elementos que aparecen en la página (dónde va el título, subtítulo, pie de foto, etc.). No es algo rígido y depende del medio para el que se utilice. Esa rigidez se rompe sobre todo en los periódicos.
Aunque esta herramienta nació en el movimiento moderno y juega un importante papel en el diseño gráfico, en la actualidad también se aplica el sistema de retículas al diseño web adaptable.

## Características
- Maleabilidad del componente: debe ser flexible a la vista.
- Facilidad de uso: dejar en ella líneas cuerpo de letra, dónde va el titular, pie de foto, etc. Deben quedar reflejados los elementos que van a componer la página.
- En la retícula la división está en columnas, márgenes, blancos de cabeza y pies de página. Sobre todo hay que tener cuidado con las columnas, lo que se refiere sobre todo a su anchura y legibilidad (cuerpo de letra que podamos meter), ancho de lectura proporcionado al texto base; para facilitar de esa forma la lectura a los usuarios (10 palabras por línea, aunque depende del cuerpo que usemos). Hay que buscar la estética adecuada.

Son muy importantes los blancos, el saber elegir y proporcionar los blancos. Son más atractivos en las revistas. Son un elemento de atracción pero también una exageración de ellos puede hacer pensar que no se dispone de más información. Si hay pocos repele, pero si hay demasiados hace pensar que en falta de profesionalidad.
Otro elemento a tener en cuenta en la retícula es el folio, que puede ser numérico (sólo números) o explicativo.

## Elementos
La retícula está formada por una serie de elementos:
- Márgenes: Es el área entre el borde de la página y el contenido principal de la misma.
- Columnas: Alineaciones verticales en dónde se sitúan los textos e imágenes.
- Módulos: El espacio que se crea por la intersección de las columnas con las filas que se crean gracias a las líneas de flujo.
- Zonas espaciales: Espacios grandes formados por varios módulos. Normalmente se utilizan para colocar elementos que ocupan un mayor espacio. Por ejemplo: Una imagen.
- Medianil: Es la separación entre columnas o elementos.
- Líneas de flujo: Son líneas horizontales que dividen las columnas en secciones.

## Tipos
Según como se combinen los elementos de una retícula, se crearán diferentes tipos:
- Retícula formal. Se compone de líneas estructurales que aparecen construidas de manera rígida, matemática. Las líneas habrán de guiar la formación completa del diseño. El espacio queda dividido en subdivisiones, igual o rítmicamente y las formas quedan organizadas con una fuerte sensación de regularidad. Sus diversos tipos son: la repetición, la gradación y la radiación.
- Retícula modular: Se compone de filas y columnas que cuando se interseccionan crean módulos idénticos. Dentro de estos módulos se colocan cada uno de los elementos de la composición: textos, imágenes... La retícula modular facilita la maquetación por bloques y sobre todo la publicidad.
- Retícula jerárquica: A diferencia de los otros tipos de retículas, se compone de elementos totalmente libres. No siguen una estructura fija.
- Retícula de una columna: Se compone de una columna que ocupa casi toda la superficie de la página. Se suele utilizar en manuscritos, libros, trabajos escritos,etc.
- Retícula de más de una columna: Se compone de 2 o más columnas verticales.
  - Elección de 3 columnas: más válido para las revistas. Susceptibles de ser divididas en 6 columnas.
  - Elección de 2 columnas, posibilidad de convertirlas en cuatro columnas. Para las revistas se usa una composición muy tradicional. Con este tipo se logra un efecto académico. Cuando las transformamos en cuatro columnas jugamos con todos los elementos marcando un orden para darle un efecto moderno. Las cuatro columnas se pueden convertir en ocho y nueve.

## Libros
Algunos de los libros más conocidos sobre las retículas:
- "Diseñar con y sin retícula" de Timothy Samara
- "Sistemas de grelhas" de Josef Müller-Brockmann